# Ungern i olympiska sommarspelen 1952
Ungern deltog med 189 deltagare vid de olympiska sommarspelen 1952 i Helsingfors. Totalt vann de sexton guldmedaljer, tio silvermedaljer och sexton bronsmedaljer.

## Medaljer

### Guld
- László Papp - Boxning, lätt mellanvikt.
- Imre Hódos - Brottning, grekisk-romersk stil, bantamvikt.
- Miklós Szilvásy - Brottning, grekisk-romersk stil, weltervikt.
- Gyula Grosics, Jenő Dálnoki, Mihály Lantos, Imre Kovács, Gyula Lóránt, József Bozsik, László Budai, Sándor Kocsis, Nándor Hidegkuti, Ferenc Puskás, Zoltán Czibor, Jenő Buzánszky, József Zakariás, Lajos Csordás och Péter Palotás - Fotboll.
- József Csermák - Friidrott, släggkastning.
- Pál Kovács - Fäktning, sabel.
- Bertalan Papp, László Rajcsányi, Rudolf Kárpáti, Tibor Berczelly, Aladár Gerevich och Pál Kovács - Fäktning, sabel.
- Margit Korondi - Gymnastik, barr.
- Ágnes Keleti - Gymnastik, fristående.
- Gábor Benedek, Aladár Kovácsi och István Szondy - Modern femkamp.
- Katalin Szöke - Simning, 100 meter frisim.
- Valéria Gyenge - Simning, 400 meter frisim.
- Éva Székely - Simning, 200 meter bröstsim.
- Ilona Novák, Judit Temes, Éva Novák och Katalin Szöke - Simning, 4 x 100 meter frisim
- Károly Takács - Skytte, snabbpistol.
- Róbert Antal, Antal Bolvári, Dezső Fábián, Dezső Gyarmati, István Hasznos, László Jeney, György Kárpáti, Dezső Lemhényi, Kálmán Markovits, Miklós Martin, Károly Szittya, István Szívós och György Vízvári - Vattenpolo.

### Silver
- Imre Polyák - Brottning, grekisk-romersk stil, fjädervikt.
- Aladár Gerevich - Fäktning, sabel.
- Ilona Elek - Fäktning, florett.
- Andrea Bodó, Irén Daruházi-Karcsics, Erzsébet Gulyás-Köteles, Ágnes Keleti, Margit Korondi, Edit Parényi-Weckinger, Olga Tass och Mária Kövi-Zalai - Gymnastik, mångkamp.
- János Parti - Kanotsport, C-1 1000 meter.
- Gábor Novák - Kanotsport, C-1 10000 meter.
- Gábor Benedek - Modern femkamp.
- Éva Novák - Simning, 400 meter frisim.
- Éva Novák - Simning, 200 meter bröstsim.
- Szilárd Kun - Skytte, snabbpistol.

### Brons
- György Gurics - Brottning, fristil, flugvikt.
- László Zarándi, Géza Varasdi, György Csányi och Béla Goldoványi - Friidrott, 4 x 100 meter stafett.
- Antal Róka - Friidrott, 50 kilometer gång.
- Ödön Földessy - Friidrott, längdhopp.
- Imre Németh - Friidrott, släggkastning.
- Endre Palócz, Tibor Berczelly, Endre Tilli, Aladár Gerevich, József Sákovics och Lajos Maszlay - Fäktning, florett.
- Tibor Berczelly - Fäktning, sabel.
- Margit Korondi - Gymnastik, mångkamp.
- Ágnes Keleti - Gymnastik, barr.
- Margit Korondi - Gymnastik, bom.
- Margit Korondi - Gymnastik, fristående.
- Margit Korondi, Ágnes Keleti, Edit Parényi-Weckinger, Olga Tass, Erzsébet Gulyás-Köteles, Mária Kövi-Zalai, Andrea Bodó och Irén Daruházi-Karcsics - Gymnastik, portabla redskap.
- Ferenc Varga och József Gurovits - Kanotsport, K-2 10000 meter.
- István Szondy - Modern femkamp.
- Judit Temes - Simning, 100 meter frisim
- Ambrus Balogh - Skytte, fripistol.